# Kim Dong-hyun (calciatore 1997)
Kim Dong-hyun (김동현?; Seul, 11 giugno 1997) è un calciatore sudcoreano, centrocampista del Gangwon.

## Caratteristiche tecniche
È un centrocampista difensivo.

## Carriera

### Club
Cresciuto nel settore giovanile del Pohang Steelers, nel 2018 viene ceduto in prestito al Gwangju con cui fa il suo esordio fra i professionisti il 3 marzo in occasione dell'incontro di K League 2 pareggiato 0-0 contro l'FC Anyang.

### Nazionale
Nel 2021 viene convocato dalla nazionale olimpica sudcoreana per prendere parte alle Olimpiadi di Tokyo. Debutta il 22 luglio in occasione del match perso 2-0 contro la Nuova Zelanda.

## Statistiche
Statistiche aggiornate al 28 luglio 2021.

### Presenze e reti nei club
| Stagione        | Squadra         | Campionato      | Campionato | Campionato | Coppe nazionali | Coppe nazionali | Coppe nazionali | Coppe continentali | Coppe continentali | Coppe continentali | Altre coppe | Altre coppe | Altre coppe | Totale | Totale | Totale |
| Stagione        | Squadra         | Comp            | Pres       | Reti       | Comp            | Pres            | Reti            | Comp               | Pres               | Reti               | Comp        | Pres        | Reti        | Pres   | Reti   |        |
| --------------- | --------------- | --------------- | ---------- | ---------- | --------------- | --------------- | --------------- | ------------------ | ------------------ | ------------------ | ----------- | ----------- | ----------- | ------ | ------ | ------ |
| 2018            | Gwangju         | KL2             | 36         | 3          | CC              | 0               | 0               |                    | -                  | -                  |             | -           | -           | 36     | 3      |        |
| 2019            | Seongnam        | KL1             | 7          | 0          | CC              | 0               | 0               |                    | -                  | -                  |             | -           | -           | 7      | 0      |        |
| 2020            | Seongnam        | KL1             | 21         | 0          | CC              | 2               | 0               |                    | -                  | -                  |             | -           | -           | 23     | 0      |        |
| 2021            | Gangwon         | KL1             | 17         | 0          | CC              | 1               | 0               |                    | -                  | -                  |             | -           | -           | 18     | 0      |        |
| Totale carriera | Totale carriera | Totale carriera | 81         | 3          |                 | 3               | 0               |                    | -                  | -                  |             | -           | -           | 84     | 3      |        |